# Feissons-sur-Isère
Feissons-sur-Isère ist eine Commune déléguée in der französischen Gemeinde La Léchère mit 549 Einwohnern (Stand 1. Januar 2022) im Département Savoie in der Region Auvergne-Rhône-Alpes.

## Geographie

### Lage
Feissons-sur-Isère liegt auf 415 m, etwa 42 Kilometer östlich der Präfektur Chambéry, 75 Kilometer südsüdöstlich der Stadt Genf und 72 Kilometer nordöstlich der Stadt Grenoble (Luftlinie). Das Dorf liegt am Ufer der Isère in der historischen Provinz Tarentaise. Die Commune déléguée grenzt im Osten, Süden und Westen an La Léchère. Weitere Nachbargemeinden von Feissons-sur-Isère im Norden sind Rognaix und Cevins.

### Topographie
Die Fläche des 12,10 km² großen Gebiets der Commune déléguée umfasst einen Abschnitt des Isère-Tals zwischen Moûtiers und Albertville. Der Fluss durchquert die Commune déléguée in nördlicher Richtung und bildet einen etwa 500 m breiten Talboden, der von steil ansteigenden, bewaldeten Bergflanken eingegrenzt wird. Das Gemeindegebiet schließt den Talboden zu beiden Seiten des Flusses ein und erstreckt sich im Osten über die gesamte Talflanke bis auf eine Höhe von etwa 1900 m. Ein schmaler Streifen ragt tiefer in das Beaufortain-Massiv hinein und erschließt die Südseite der 2507 m hohen Grande Pointe de Bizard, unterhalb deren Gipfel die Gemeinde ihre höchste Erhebung hat.

### Gemeindegliederung
Der Ortskern von Feissons-sur-Isère liegt am Ostrand des Talbodens. Zur Commune déléguée gehört noch der Weiler Feissonet am gegenüberliegenden Ufer der Isère.

## Geschichte
Die Tarentaise war schon vor der Römerzeit vom keltischen Volk der Ceutronen besiedelt. Erstmals urkundlich erwähnt wurde Feissons im Hochmittelalter, und zwar 1140 als Ecclesia Fessonis. Im 17. und 18. Jahrhundert waren die Schreibweisen Faisson und Fesson-sous-Briançon gebräuchlich. Letztere bezog sich auf das flussaufwärts gelegene Briançon (Teil von La Léchère) und bestand bis 1900, als sich die Gemeinde in das heutige Feissons-sur-Isère umbenannte.
Die Engstelle von Feissons war im Mittelalter durch eine Burg gesichert, das Château de Feissons aus dem 12. Jahrhundert, das den Herren von Briançon gehörte. Es wurde erst von den Grafen von Savoyen zerstört und nach einem Wiederaufbau im Jahre 1600 von Heinrich IV. eingenommen. Administrativ gehörte die Gemeinde nach dem Anschluss Savoyens an Frankreich (Vertrag von Turin, 1860) zuerst zum Arrondissement Moûtiers, seit dessen Auflösung 1926 zum Arrondissement Albertville.
Die Gemeinde Feissons-sur-Isère wurde am 1. Januar 2019 zusammen mit Bonneval in die Gemeinde La Léchère eingemeindet. Sie gehörte zum Kanton Moûtiers im Arrondissement Albertville und war Mitglied im Gemeindeverband Vallées d’Aigueblanche.

## Sehenswürdigkeiten
Die Dorfkirche Saint-Eusèbe aus dem 17. Jahrhundert steht an einer im Vergleich zum Vorgängerbau höher gelegenen und besser vor Hochwasser geschützten Stelle. Ihr während der Französischen Revolution zerstörter Glockenturm wurde 1838 wieder aufgebaut und um 4 m erhöht. Das Château de Feissons beherbergt heute ein Restaurant.
Zu den Natursehenswürdigkeiten gehört der Felsblock Pierre Château am Südrand der Gemeinde, der wie ein Wehrturm geformt mitten auf dem Weg durch das Isère-Tal steht. Heute ist die Nationalstraße N90 so geführt, dass er sich auf ihrem hier verbreiterten Mittelstreifen befindet. In Feissons beginnen Wanderwege, die das Beaufortain erschließen. Auf der Südseite der Grande Pointe de Bizard befinden sich zwei Berghütten.

## Bevölkerung
| Bevölkerungsentwicklung | Bevölkerungsentwicklung |
| Jahr                    | Einwohner               |
| ----------------------- | ----------------------- |
| 1962                    | 448                     |
| 1968                    | 463                     |
| 1975                    | 480                     |
| 1982                    | 427                     |
| 1990                    | 376                     |
| 1999                    | 505                     |
| 2006                    | 554                     |
| 2011                    | 590                     |

Mit 570 Einwohnern (Stand 1. Januar 2016) gehörte Feissons-sur-Isère zu den kleinen Gemeinden des Départements Savoie. Nachdem sich die Einwohnerzahl im 19. und 20. Jahrhundert zwischen 400 und 500 bewegte, wird seit dem Ende des 20. Jahrhunderts eine leichte Bevölkerungszunahme verzeichnet. Die Ortsbewohner von Feissons-sur-Isère heißen auf Französisch les Feissonais(es).

## Wirtschaft und Infrastruktur
Feissons-sur-Isère war bis weit ins 20. Jahrhundert hinein ein vorwiegend durch die Landwirtschaft geprägtes Dorf. Daneben gibt es heute einige Betriebe des lokalen Kleingewerbes. Mittlerweile hat sich das Dorf zu einer Wohngemeinde entwickelt. Fast alle Erwerbstätigen sind Wegpendler, die in den größeren Ortschaften der Umgebung ihrer Arbeit nachgehen.
Die N90 durchquert als Hauptverkehrsachse der Tarentaise das Gemeindegebiet und bietet eine Anschlussstelle in/aus Fahrtrichtung Albertville. Diese geht talabwärts bei Albertville in die Autobahn A430 über. Die Departementsstraße D66 verläuft parallel dazu auf der anderen Seite der Isère und ist über eine Brücke mit dem Ort verbunden. Die Bahnstrecke Saint-Pierre-d’Albigny–Bourg-Saint-Maurice verläuft ebenfalls durch das Isère-Tal und hat einen Haltepunkt in La Léchère sowie größere Bahnhöfe in Albertville und Moûtiers. Als Flughäfen in der Region kommen Chambéry-Savoie (Entfernung 75 km) und Genf (115 km) in Frage.
In Feissons-sur-Isère befindet sich eine staatliche école primaire (Grundschule mit eingegliederter Vorschule).